# Sphaeriestes bimaculatus
Sphaeriestes bimaculatus is een keversoort uit de familie platsnuitkevers (Salpingidae). De wetenschappelijke naam van de soort werd in 1810 gepubliceerd door Leonard Gyllenhaal.